# Mumford & Sons
A Mumford & Sons egy angol folk-rock együttes. A zenekar tagjai Marcus Mumford (vezető vokál, gitár, dobok, mandolin), Ben Lovett (vokál, billentyűsök, harmonika, dobok), Winston Marshall (vokál, bendzsó, gitár, rezonátoros gitár), és Ted Dwane (vokál, nagybőgő, dobok, gitár). A Mumford & Sons 2007 decemberében alakult meg. Nyugat-Londonban bukkantak fel először olyan előadókkal egyetemben, mint Laura Marling, Johnny Flynn és a Noah and the Whale. Megalakulása óta nagyon sikeres és elismert zenekar, Magyarországon is rengeteg rajongóval rendelkezik.
Az első EP-t Love Your Ground címmel rögzítették, amelyet kisebb közönségek előtt adtak elő az Egyesült Királyságban és az Egyesült Államokban, hogy figyelmet nyerjenek a zenéjüknek és támogatást egy album létrehozására. A debütáló album, Sigh No More 2009 októberében jelent meg az Egyesült Királyságban és Írországban, az Egyesült Államokban pedig 2010 februárjában. Az album listavezető lett Írországban, Ausztráliában és Új-Zélandon, végül pedig második lett a UK Albums Chart-on és a Billboard 200-on is az USA-ban. 2010 folyamán egyre nagyobb népszerűségre tett szert a zenekar, egyre nagyobb közönségek számára adtak elő, és az Egyesült Államokban először a televízióban is feltűntek. 2010. december elsején két kategóriában is jelölték őket a Grammy-díjátadóra, az egyik a legjobb új előadó, a másik pedig a legjobb rock dal ("Little Lion Man") kategória volt.
Az ez után következő élő előadás a 2011-es Grammy-díjátadón történt, amely a Sigh No More-on található kislemezek népszerűségét növelte. A zenekar nem sokkal később megnyerte az ARIA Music Award Legnépszerűbb Nemzetközi Előadó címét 2011-ben, és a Brit Award legjobb brit album kategóriáját 2011-ben.
Az együttes második stúdióalbuma, a Babel 2012 szeptemberében jelent meg. A lemez az első helyen debütált az Egyesült Királyságban és az Egyesült államokban is, ezután pedig a leggyorsabban eladottá vált az előbbi országban, a másodikban pedig a második legtöbbet eladott lemez címet nyerte el 2012-ben. A 2013-as Grammy-díjátadón, a Babel elnyerte az év albuma címet. 2013-ban elnyerték továbbá a Brit Award legjobb brit zenekar díját is.

## Története

### A kezdetek (2007–2008)
A Mumford & Sons 2007 decemberében alakult Marcus Mumford, Ben Lovett, Winston Marshall és Ted Dwane által. A zenekar tagjai gitáron, dobon, billentyűs hangszereken, basszus gitáron, és olyan tradicionális népi hangszereken, mint a bendzsó, mandolin és rezonátoros gitáron játszanak. A névválasztás abból a tényből ered, hogy Marcus Mumford a legközpontibb tag, ő szervezte meg magát az együttest és az előadásokat is. Lovett kezdeményezésére választották a zenekar nevének a régimódi családi üzleti nevet. Ugyanebben az időben Nyugat- Londonban egy maroknyi hasonló zenekar tűnt fel, így felkeltve a nyugat-londoni folk zene iránti érdeklődést. Mumford viszont kijelentette, hogy ez a karakterizáció egy túlzás, a Mumford & Sons csupán csak egy időben kezdett el működni más hasonló zenekarokkal egyetemben. Egy, a Herald Sun-nal folytatott interjúban Marcus Mumford a következőket mondta: "Ez nem népzene. Nos, néhány része igen, de ez bizonyosan nem egy jelenség. Valaki csupán túlságosan izgatott lett néhány zenekar miatt, amelyek mind egy száz mérföldes rádiuszon belül tűntek fel. Ez csupán egy közösség, nem egy színhely, amely zártkörű lenne." Annak hatására, hogy a Mumford & Sons egy másokkal hasonló zenei és kulturális környezetben fejlődött, olyan előadókhoz kezdték el őket hasonlítani, mint a Noah and The Whale, Johnny Flynn, vagy Laura Marling, akinek korában Marcus Mumford dobolt.
2008 elején a zenekar elkezdett dolgozni Adam Tudhop-pal, aki az Everybody’s társulat menedzsere, és a Keane-t és Laura Marling-ot is képviseli. Ebből már egyenesen következett, hogy a zenekar Tudhpe kapcsolatai által az Island kiadónál Louis Bloom képviselete alá került, aki pedig elkezdett foglalkozni a zenekarral. Bloom ekkor azt nyilatkozta a HitQuarters-nek, hogy még egy zöldfülű állapotban vannak, és nincsenek felkészülve egy album kiadására: "Csupán néhány barát, akiknek fejlődniük kell. A következő hat hónap folyamán viszont elkezdtem látni, hogy a szó szoros értelmében mindenhonnan rajongókra tesznek szert."
2008 februárjában, a zenekar végigturnézta az Egyesült királyságot Alessi's Ark, Sons of Noel, Adrian, Peggy Sue és mások támogatásával. 2008 júniusában a Glastonbury fesztiválon adták az első önálló nagykoncertjüket. A Mumford & Sons szintén végigturnézta Ausztráliát Laura Marling-gal, akinek az idegenkedése a közönséggel való interakcióval bátorította őket a reflektorfénybe való fellépésre. Ez a tapasztalat ösztönözte a zenekart egy olyan attitűd kialakítására, amely interaktív a közönséggel, és egy kellemes, lezser atmoszférát alakítottak ki. A Mumford & Sons első projectje a Love Your Ground című EP volt, amely egy év alatt készült el, és 2008 novemberében jelent meg a Chess Club Records által.

### Sigh No More (2009–2010)
2008-ban és 2009 elején a Mumford and Sons a Love Your Ground-on található számok, és más anyagok a népszerűsítésén dolgozott az Egyesült Királyságban és az Egyesült Államokban, amely végül is a Sigh No More albummá formálódott. Az együttes ezt a lemezt Markus Dravs segítségével hozta létre, aki olyan együtteseket is producelt már, mint például az Arcade Fire. Ebben az időben a zenekar tagjai még nem is a saját hangszereiket birtokolták – Dravs legelőször még el is küldte őket, mikor üres kézzel jelentek meg. Végül az egyetlen szám a Love Your Ground-ról, amely Sigh No More albumra került a "Little Lion Man" lett. Az együttes azt nyilatkozta a Herald Sun-nak egy interjúban, hogy önköltségből finanszírozták az albumot, így elkerülve olyan művészi és technikai kompromisszumokat, amelyek néha együtt járnak egy stúdió által finanszírozott projekttel. Ezután 2009-et ismét végigturnézták Laura Marlinggal, és közre is működtek a 2010-es I Speak Because I Can című albumán is
2009 augusztusában leszerződtek a brit Island Records-szal, Ausztráliában és Új-Zélandon a Dew Process-szel, Észak-Amerikában a Glassnote Records-szal. A Dew Process főnöke, Paul Piticco az USA-ban 2009-ben egy koncert hatására szerződtette őket, nagyra értékelve az őszinte és egyedi hangzásukat. A debütáló album pedig 2009. október 5-én jelent meg, amelyen a Little Lion Man volt a vezető kislemez.
Ezek után Dave Berry az XFM rádión a Little Lion Man-t a hét felvételének nevezte, majd később az év kedvenc számának is. A brit BBC Radio 1 műsorvezetője, DJ Zane Lowe “Reaction Record"-nak nyilvánított a számot 2009. július 27-én, majd a következő estén pedig a "Hottest Record in the World"–nek titulálta.
Az első televíziós fellépésükkor a “Little Lion Man” kislemezt adták elő a CBS csatorna Late Show With David Letterman-nel című műsorán 2010. február 17-én. Ezt az előadást a The Cave című dal előadása követte a The Late Late Show With Craig Fergusson keretein belül február 20-án. A Mumford & Sons kereskedelmileg is sikeressé vált Ausztráliában és Új-Zélandon is. A "Little Lion Man" kislemez sikeressé vált a világ ezen részén is, és a Triple J Hottest 100 of 2009 listájának tetejére került 2010 januárjában. 2011 novemberében elnyerték az ARIA Music Award legnépszerűbb nemzetközi előadó címét. A Sigh No More először a 9. helyet érte el az új-zélandi toplistákon 2010 októberében, majd pedig 2011 januárjára listavezető lett.
2010 márciusában Ray Davies bejelentette, hogy a Mumford & Sons is közreműködik a következő albumán. Marcus ezt meg is erősítette egy interjúban ugyanebben a hónapban, kijelentve a következőket : “Jobban izgulok emiatt, mint eddig valaha bármi miatt az életemben.” A Mumford & Sons elő is adta a számot, melynek címe "Days/This Time Tomorrow" lett Davies-szel együtt a Later... with Jools Holland keretein belül 2010. február 12-én.
2010 decemberében Grammy-díjra jelölték őket a legjobb előadó és a legjobb rock dal kategóriákban. Habár nem nyertek a díjátadón, de a "The Cave" című dalt előadták a ceremónián. A performansz pozitív médiai figyelmet nyert, és fokozta a Sigh No More népszerűségét- az Egyesült Államokban az eladás 99%-kal nőtt a ceremóniát követően.Az album következésképpen második helyre került a brit Album Chart-on, és a Billboard 200-on is az államokban.
2010. december 7-én Dharohar Project-tel és Laura Marling-gal karöltve a Mumford & Sons kiadott egy EP albumot Indiában is. Az album egy ideiglenes stúdióbn került rögzítésre tradicionális Rajasthani előadók közreműködésével.
A Sigh No More végül kétszeres platina az Államokban és négyszeres platinalemez lett az Egyesült Királyságban.

### Railroad Revival Tour
2011 áprilisában az együttes csatlakozott az Old Crow Medicine Show-hoz, Edward Sharpe-hoz, és a Magnetic Zeros-hoz a Railroad Revival Tour keretein belül, amelyet az 1970-ben Kanada-szerte megtartott Festival Express turné inspirált. Ennek fellépői közt volt többek közt Janis Joplin, Buddy Guy, The Grateful Dead és a The Band is. A turné alatt a fellépők kizárólag vintázs vonat vagonokban utaztak, és az előadók hat különleges kültéri helyszínen játszottak, Oakland-del megnyitva az utat. A showról egy dokumentumfilm is készült Emmett Malloy rendezésében Big Easy Express címmel. Ezt pedig először a South by Sothwest Film Conference-n mutatták be Austinban, s el is nyerte a Headline Audience díjat. Továbbá a film megnyerte a 2013-as Grammy-díjátadó “Best Long Form Video” címet is.

### Babel (2011–2013)
A zenekar népszerűsége tovább nőtt 2011 folyamán, elnyerve számos díjat, továbbá sok fesztiválon és előadáson is főcímként szerepeltek. 2011 februárjában, elnyerték az European Border Breakers díjat a nemzetközi sikereikért. Megkapták a Brit Award British Album of the Year címét a Sigh No More-ért, és a “Timshel” című dalt elő is adták a ceremónián. 2011 kezdetén, amíg az Egyesült Államokban turnéztak az együttes elkezdte írni a dalokat a következő albumra. Június 3-án Kansas cityben a turné első állomásán a zenekar bejelentette, hogy új albumon dolgoznak, amelyet 2011 végén szeretnének a nagyközönség elé bocsátani. Ezután pedig előadtak számos új dalt az albumról, viszont annak címét nem jelentették be.
2012. július 16-án a Mumford & Sons hivatalos részleteket közölt a második stúdióalbumról, a Babel-ről, többek közt a megjelenés dátumát, (2012. szeptember 24.) és a dalok számát is bejelentették (12db). Egy deluxe kiadást további három exkluzív dallal is bejelentettek ezzel egyidőben. Egy héttel később, az albumot elő is lehetett jegyeztetni vásárlásra. A vezető kislemez, az “ I Will Wait” először a BBC Radio 1-on, Zane Lowe műsorában volt hallható augusztus 7-én. 2012 augusztus 29-én a Mumford & Sons felvételt készített a kolorádói Red Rocks Amfiteátrumbeli koncertjükről. A koncert később DVD-n, Vinyl-en és iTunes-on is elérhetővé vált “road to Ted Rocks” címmel. Az “I Will Wait” ezen előadása már szeptember 9-én megjelent a DVD előtt, mint a hivatalos videóklip a dalhoz.
A “Babel” number one-ként debütált a UK Album Chart-on és a US Billboard 200-on is. 2012 leggyorsabban eladott albuma lett az Egyesült Királyságban, több mint 158000 eladott példánnyal az első héten. Az egyesült Államokban a leggyorsabban eladott debütáló album lett 2012-ben, az első héten 600000 eladott példánnyal, és világszerte pedig több, mint egy millióval.
2012 decemberében Winston Marshall bejelentette az NME-nek, hogy az együttes máris elkezdett dolgozni a következő albumon. Marcus Mumford kijelentette, hogy kísérletet tesznek elektronikus gitárral és szintetizátorokkal is a következő lemezen.

## Zenei stílus
Az együttes bluegrass-t (coutry zene skót, ír és angol gyökerekkel) és népzenei instrumentalizációt használ, olyan hangszerekkel, mint a bendzsó, nagybőgő, mandolin vagy a zongora. Ezt egy ritmikus, alternatív rock és népi stílusra alapozva teszi. A legtöbb Mumford & Sons dalszövegnek erős irodalmi tartalma van, a debütáló album elnevezése Shakespeare Sok hűhó semmiért című komédiájából ered. A "Sigh No More" című szám idézeteket is tartalmaz belőle, mint például: “Serve God love me and mend”, “For man is a giddy thing”, és “One foot in sea and one on shore”. A "Roll Away Your Stone," című dal, címe pedig feltételezhetően Lazarus bibliai történetére vonatkozik. A "The Cave" dalszövegében számos célzás található az Odüsszeiára, főleg arra a részre, mikor az utazása során csetepatéba keveredik a szirénekkel. Ez a dal szintén, kapcsolatos G.K. Chesterton Assisi Szent Ferenc című könyvével, amelyben Chesterton Platón barlangját használja arra, hogy elmagyarázza, hogyan látja Szent Ferenc a világot Isten nézőpontjából.
A "Timshel" és a "Dust Bowl Dance" John Steinbeck novelláira épülnek (Of Mice and Men, East of Eden, The Grapes of Wrath). Mumford egy interjúban a turnézást egy Steinbeck-kalandhoz hasonlította. “Steinbeck arról beszélt, hogy az utazás egy sajátos dolog, amelyet nem tudsz megtervezni és kiszámítani, mert megfojtja magát az életet benne. Ez kissé olyan, mint a turnézás. Habár van egy struktúra, miszerint tisztában vagy vele, hogy mely városokba mész, és koncertezni fogsz, attól függetlenül bármi megtörténhet.“

## A Mumford & Sons Magyarországon
Az együttes részt vett a 2018-as Sziget Fesztiválon.

## Diszkográfia
A diszkográfia forrása az angol nyelvű Mumford & Sons lap
- Sigh No More (2009)
- Babel (2012)
- Wilder Mind (2015)
- Delta (2018)
- Rushmere (2025)

## Fordítás
Ez a szócikk részben vagy egészben  a   Mumford & Sons című angol Wikipédia-szócikk fordításán alapul.  Az eredeti cikk szerkesztőit annak laptörténete sorolja fel. Ez a jelzés csupán a megfogalmazás eredetét és a szerzői jogokat jelzi, nem szolgál a cikkben szereplő információk forrásmegjelöléseként.